# No Thanx
A No Thanx egy magyar rock együttes volt vegyes hangzásvilágokkal, amely 2006-ban debütált a magyar rock-zenei életben. Kezdetben - az első album lázadó hangulatvilága által - sokan a hasonló zenét játszó német Tokio Hotellel vetették össze.
Az együttes megalapítói egy testvérpár Szekér Dávid (gitár, ének)  és Szekér Olivér (basszusgitár). Később csatlakozott hozzájuk Dávid egyik barátja Csánk Péter (gitár) és Varga Dániel (dobok), akire szintén Dávid figyelt fel. Végül egy horvát zenei, művészeti fesztiválon ismerték meg Skrapits Eriket az együttes énekesét. 2009-ben Erik kivált az együttesből, helyét Bihal Roland énekes foglalta el.

## Pályafutásuk
2007-ben jelent meg első albumuk Egy másik nemzedék címmel, amely a MAHASZ albumslágerlistán rögtön a második helyen debütált és később elérte az aranylemez minősítést (több mint 7500 példányban kelt el). Az album többségében lázadó és kevés lírai hangulatvilág között mozog. A felnőttvilággal szemben megalkotott társadalombírálat által és a zenekar tagjainak maszkírozott külalakja miatt hasonlították sokan a Tokio Hotel együtteshez.
Az album első kislemeze, a címadó dal hozta meg az együttesnek a várva várt ismertséget és sikert.
A második kislemez, a Mi filmünk nem egy klasszikus szerelmi történet, bár dalhoz tartozó klipben egy csinos lány végig jelen van a filmben, így neki énekelnek. A pozitív és negatív ellentétpár a tűz és a víz formájában jelenik meg.
A harmadik kislemez az A fekete nap gyermekei című számból készült, amely népszerűségében nem maradt el az album többi kislemezétől.
2008-ban jelent meg második albumuk Gépregény címmel. Erőteljesebb rock-zenei hangszereléssel eltér a másik nemzedék albumától, viszont ugyanúgy megmaradtak az emó stílusra hasonlító lázadó gondolatok.
Az első kislemez a Te sem vagy gép! című dalból készült. A dalhoz készült klip 2 hétig vezette a VIVA TV hivatalos slágerlistáját és több hónapig a Top10-ben tartózkodott.
A második kislemez az album egyik líraibb számából készült, a Végtelen történetből.
2009-ben Skrapits Erik kiszállt a No Thanxből, mert állítólag tanulmányaira akart koncentrálni és a második album változásai által inkább finomabb zenét szeretett volna játszani. Rövidesen elkezdte első szólólemezének munkálatait és konfliktusok alakultak ki a No Thanx tagjaival.
Erik kiválása után a No Thanx új énekese Bihal Roland Mátyás lett és kiadásra került vele a "Se kép, se hang" című album. Ekkor az új énekessel együtt már teljes irányváltást mutatott be a zenekar: a hangszerelés és a dalszöveg-formálás is könnyedebb-populárisabb stílusúvá vált. Ezúttal a lázadó vonulat helyett a lírai-romantikus-sorsszerű szövegalkotás került előtérbe. Innentől kezdve csökkenni kezdett a zenekar sikeressége. 2011-ben a fellépések egyre ritkábbakká váltak és megszűnt a weboldal. Ezt követően a korábbi lázadó stílus hasonlóságával hirtelen sikerességgel berobbant az Anti Fitness Club zenekar, ami még távolabb sodorta a rajongókat a No Thanx-től. Az énekes - egy TV-riport szerint - csalódott saját énektehetségében. Roland kilépett a zenekarból és saját bizonyítási vágy miatt jelentkezett a Megasztárba. A No Thanx tagjai pedig nem akartak ismét újrakezdeni mindent, így pedig csendben és búcsúkoncert nélkül méltatlanul megszűnt a zenekar.

## Tagok
Jelenlegi felállás
- Bihal Roland – ének (2009-2012)
- Szekér Dávid – gitár és vokál (2006-napjainkig), ének (2006)
- Csánk Péter – gitár (2006-napjainkig)
- Szekér Olivér – basszusgitár (2006-napjainkig)
- Varga Dániel – dob (2006-napjainkig)

Korábbi tagok
- Skrapits Erik – ének (2006-2009)

## Diszkográfia

### Albumok
| Év   | Album              | Legmagasabb helyezés                   | Minősítés    |
| Év   | Album              | MAHASZ Top 40 album- és válogatáslemez | Minősítés    |
| ---- | ------------------ | -------------------------------------- | ------------ |
| 2007 | Egy másik nemzedék | 2                                      | - Aranylemez |
| 2008 | Gépregény          | 9                                      |              |
| 2010 | Se kép, se hang    | -                                      |              |

### Videóklipek
- Egy másik nemzedék
- A mi filmünk
- A fekete nap gyermekei
- Te se vagy gép!
- Végtelen történet
- Se kép, se hang

#### Slágerlistás dalok
| Év                  | Dal                    | Legmagasabb helyezés | Legmagasabb helyezés   | Legmagasabb helyezés | Legmagasabb helyezés | Legmagasabb helyezés         | Legmagasabb helyezés | Album              |
| Év                  | Dal                    | VIVA Chart           | MAHASZ Editors' Choice | MAHASZ Rádiós Top 40 | MAHASZ Dance Top 40  | MAHASZ Single (track) Top 10 | EURO 200             | Album              |
| ------------------- | ---------------------- | -------------------- | ---------------------- | -------------------- | -------------------- | ---------------------------- | -------------------- | ------------------ |
| 2007                | Egy másik nemzedék     | 3                    |                        | 9                    |                      | 10                           | 185                  | Egy másik nemzedék |
| 2007                | A mi filmünk           | 5                    |                        |                      |                      |                              |                      | Egy másik nemzedék |
| 2007                | A fekete nap gyermekei | 1                    |                        | 24                   |                      |                              |                      | Egy másik nemzedék |
| 2008                | Te se vagy gép         | 1                    |                        |                      |                      |                              |                      | Gépregény          |
| 2008                | Végtelen történet      | 12                   |                        |                      |                      |                              |                      | Gépregény          |
| 2010                | Se kép, se hang        | 19                   |                        |                      |                      |                              |                      | Se kép, se hang    |
|                     |                        | Összesítés           |                        |                      |                      |                              |                      |                    |
| 1. helyezett számok | 1. helyezett számok    | 2                    |                        |                      |                      |                              |                      |                    |
| Top 10-be bekerült  | Top 10-be bekerült     | 4                    |                        | 1                    |                      | 1                            |                      |                    |
| Top 40-be bekerült  | Top 40-be bekerült     | 6                    |                        | 2                    |                      | 1                            |                      |                    |

## Elismerések és díjak
- 2007 - VIVA Comet - Legjobb új előadó (jelölés)
- 2007 - Bravo Otto díj - Az év felfedezettje
- 2008 - Bravo Otto díj - Az év zenekara
- 2008 - Bravo Otto díj - A legjobb klip (A fekete nap gyermekei)
- 2008 - Popcorn díj: Az év zenekara
- 2009 - VIVA Comet - Legjobb együttes (jelölés)